# Яновский, Александр Аркадьевич
Алекса́ндр Арка́дьевич Яно́вский (1 ноября 1952) — советский футболист, вратарь, российский тренер. Дядя футболиста Игоря Яновского.
На высшем уровне выступал за «Спартак» Орджоникидзе, СКА Ростов-на-Дону, «Локомотив» Москва, «Пахтакор» Ташкент, «Сохибкор» Халкабад.
В 1979 году по случайности избежал гибели вместе с основным составом «Пахтакора» в авиакатастрофе над Днепродзержинском, поскольку был травмирован и улетел в Минск днём раньше вместе с дублирующим составом команды.
С 1991 года работал на тренерских должностях в «Алании».
10 августа 2009 года Яновский был назначен исполняющим обязанности главного тренера «Алании» после отстранения от должности Валерия Петракова, но уже на следующий день главным тренером команды стал Мирча Редник.